# سوني أريكسون إكسبيريا ميني برو
سوني أريكسون إكسبيريا ميني برو (بالإنجليزية: Sony Ericsson Xperia Mini Pro)‏ هو هاتف ذكي من سوني موبايل كوميونيكيشنز يعمل بنظام أندرويد، تم طرحه في الأسواق في أغسطس 2011.

## الخصائص
- نظام التشغيل: أندرويد
- الكاميرا الأمامية: 0.3 ميجابكسل
- الكاميرا الخلفية: 5 ميجابكسل
- الشاشة: إل سي دي
- الوزن: 136 غ (4.8 أونصة)
- المعالج: 1 جيجا هرتز
- الذاكرة: 512 ميجابايت
- التخزين: 1 جيجابايت